# Fontaine (Aube)
Fontaine és un municipi francès situat al departament de l'Aube i a la regió del Gran Est. L'any 2007 tenia 301 habitants.

## Demografia

### Població
El 2007 la població de fet de Fontaine era de 301 persones. Hi havia 128 famílies de les quals 32 eren unipersonals (12 homes vivint sols i 20 dones vivint soles), 56 parelles sense fills i 40 parelles amb fills.
La població ha evolucionat segons el següent gràfic:
Habitants censats

### Habitatges
El 2007 hi havia 138 habitatges, 127 eren l'habitatge principal de la família, 3 eren segones residències i 8 estaven desocupats. 133 eren cases i 5 eren apartaments. Dels 127 habitatges principals, 114 estaven ocupats pels seus propietaris, 10 estaven llogats i ocupats pels llogaters i 3 estaven cedits a títol gratuït; 1 tenia dues cambres, 16 en tenien tres, 27 en tenien quatre i 83 en tenien cinc o més. 114 habitatges disposaven pel capbaix d'una plaça de pàrquing. A 55 habitatges hi havia un automòbil i a 60 n'hi havia dos o més.

### Piràmide de població
La piràmide de població per edats i sexe el 2009 era:
| Homes | Edats   | Dones |
| ----- | ------- | ----- |
| 0     | 95 o +  | 0     |
| 0     | 90 a 94 | 0     |
| 0     | 85 a 89 | 0     |
| 0     | 80 a 84 | 0     |
| 4     | 75 a 79 | 8     |
| 4     | 70 a 74 | 12    |
| 16    | 65 a 69 | 4     |
| 12    | 60 a 64 | 8     |
| 8     | 55 a 59 | 12    |
| 12    | 50 a 54 | 16    |
| 0     | 45 a 49 | 12    |
| 8     | 40 a 44 | 8     |
| 16    | 35 a 39 | 8     |
| 0     | 30 a 34 | 8     |
| 0     | 25 a 29 | 12    |
| 4     | 20 a 24 | 8     |
| 0     | 15 a 19 | 4     |
| 8     | 10 a 14 | 4     |
| 12    | 5 a 9   | 0     |
| 8     | 0 a 4   | 0     |

## Economia
El 2007 la població en edat de treballar era de 198 persones, 152 eren actives i 46 eren inactives. De les 152 persones actives 141 estaven ocupades (75 homes i 66 dones) i 11 estaven aturades (2 homes i 9 dones). De les 46 persones inactives 21 estaven jubilades, 15 estaven estudiant i 10 estaven classificades com a «altres inactius».

### Ingressos
El 2009 a Fontaine hi havia 129 unitats fiscals que integraven 299 persones, la mediana anual d'ingressos fiscals per persona era de 20.719 €.

### Activitats econòmiques
Dels 9 establiments que hi havia el 2007, 1 era d'una empresa alimentària, 1 d'una empresa de fabricació de material elèctric, 1 d'una empresa de fabricació d'altres productes industrials, 1 d'una empresa de construcció, 1 d'una empresa d'hostatgeria i restauració, 1 d'una empresa de serveis i 3 d'empreses classificades com a «altres activitats de serveis».
Dels 2 establiments de servei als particulars que hi havia el 2009, 1 era un electricista i 1 restaurant.
L'any 2000 a Fontaine hi havia 14 explotacions agrícoles que ocupaven un total de 144 hectàrees.

## Equipaments sanitaris i escolars
El 2009 hi havia 1 escola maternal integrada dins d'un grup escolar amb les comunes properes formant una escola dispersa i 1 escola elemental integrada dins d'un grup escolar amb les comunes properes formant una escola dispersa.

## Poblacions més properes
El següent diagrama mostra les poblacions més properes.